# 臧凝之
臧凝之，祖籍东莞郡莒县（今山东省莒县），南朝宋官员。他是臧焘的孙子，父亲臧邃，官至宜都太守。
臧凝之学识修养有用世的才能，与司空徐湛之为特别交好。年少时，与傅僧祐都是世代通家之子，年少时曾为宋文帝召见。当时文帝与何尚之讨论铸钱事，臧凝之插话干扰他们对话，文帝于是在和他交谈。傅僧祐拉臧凝之的衣服让他停止，凝之大声说："明主难以再遇，便应趁此机会表达心中所想。"文帝与他交谈十余句，臧凝之语言流畅有序，文帝很赏识他。后官至尚书左丞，因是徐湛之一党，被刘劭所杀。

## 子孙
- 子：臧寅，字士若
- 子：臧棱，后军参军
  - 孙：臧嚴，臧棱子